# Айрленд, Иннес
Ро́берт Макгре́гор И́ннес А́йрленд (англ. Robert McGregor Innes Ireland; 12 июня 1930, Уэст-Йоркшир — 22 октября 1993, Беркшир) — британский (шотландский) автогонщик, пилот Формулы-1, участвовавший в 53 Гран-при, победитель Гран-при США 1961 года.

## Биография

### Ранние годы
Айрленд родился 12 июня 1930 года в Мифолмройде, Йоркшир, Великобритания, в семье ветеринарного хирурга шотландского происхождения. Среди его родственников многие имели отношение к пресвитерианству: его дядя был священником Церкви Шотландии, а дед читал лекции в местном церковном обществе трезвости. Иннес успел отучиться в подготовительной школе, когда в начале Второй мировой семейство перебралось в Кирккадбрайт в Шотландию. Здесь во время обучения в школе он вместе с братом Аланом преуспел в спорте, в частности, дважды представлял Шотландию в международных регбийных матчах против Англии. По окончании школы переехал в Глазго, где обучался на инженера в авиационном подразделении компании «Роллс-Ройс». Там он отличился не только несомненным инженерным талантом, но и склонностью к всевозможным проделкам — в конце концов, на испытаниях он спалил дорогой авиационный двигатель, в связи с чем был переведён в двигательное подразделение, располагавшееся в Лондоне. Примерно в это время он получил в наследство от друга семьи свой первый автомобиль — Red Label Bentley, на котором впоследствии впервые участвовал в автогонках.

### До Формулы-1
Автоспортом Айрленд заинтересовался ещё в детстве, прочитав Full Throttle авторства Тима Биркина. В 1947 он впервые увидел гонки — это было первое послевоенное соревнование по подъёму на холм Bo’ness Hillclimb. Вдохновлённый этим и несколькими другими соревнованиями, в 1952 он впервые участвовал в гонках в Борхэме. Для участия в Кубке памяти Тима Биркина он использовал свой «Бентли», расточив его двигатель до 4,5 литров.
Дальнейшему развитию карьеры Иннеса помешал призыв в армию в 1953. Вначале он служил лейтенантом в пограничных войсках, а затем был переведён в парашютно-десантный полк в Египет. К 1954 году он был переведён обратно в Англию, в Алдершот. По окончании службы в 1955 он на короткое время вернулся на работу в «Роллс-Ройсе», а затем вместе с приятелем занялся автомобильным бизнесом по ремонту дорогих автомобилей. Параллельно, для участия в гонках, он приобрёл довоенный Riley. Человеком, продавшим ему автомобиль, был Алек Калдер — зять Джима Кларка. На этом автомобиле в 1955 и 1956 он четырежды участвовал в местных гонках на расположенном неподалёку Гудвуде, дважды выиграв.
На одной из этих гонок он встретил сослуживца своего брата, Руперта Робинсона, который помог ему приобрести гоночный Lotus 11. С выступления на этом авто 22 сентября 1956 и началась серьёзная гоночная карьера Айрленда. В этом и следующем году он выиграл ещё несколько гонок, результатом чего стало участие в Brooklands Memorial Trophy, который он также выиграл. Уже в то время у него начала складываться репутация агрессивного гонщика, поскольку на пути к победам он частенько вылетал с трассы.
Прекрасные выступления привлекли внимание шефа компании Lotus Колина Чепмена, и тот пригласил его участвовать в составе заводской команды сначала в гонках спорткаров, а в сентябре 1957 он впервые участвовал в гонке Формулы-1 — внезачётном International Trophy в Сильверстоуне. Зачастую участие Team Lotus ограничивалось только вывеской, а автомобиль и его подготовку Иннес обеспечивал самостоятельно — и обычно справлялся с этим лучше, чем заводская команда. В ряде случаев он готовил также автомобили и для других частников. Кроме того, он участвовал и в Ле-Мане за рулём Jaguar D-type команды Ecurie Ecosse. На следующий год успехи продолжились, в частности, он смог выиграть Trophee d’Auvergne на новой трассе в Клермон-Ферране, опередив целую армию из четырёх более мощных Ferrari — при том, что управляли ими двое бывших и двое будущих гонщиков Формулы-1. Все эти успехи привели к тому, что на следующий год Чемпен включил его в состав заводской команды Формулы-1.

### Выступления в Лотусе (1959-61)
В команде основным пилотом был Грэм Хилл, а Иннесу была отведена роль второго пилота. Первая же гонка в Нидерландах принесла ему финиш в очках на 4-м месте, но вообще переднемоторный Lotus 16 не был ни быстрым, ни надёжным, так что голландский результат так и остался лучшим в сезоне. К тому же поломки часто носили очень опасный характер. Последней каплей оказался Гран-при Португалии — у Хилла треснул бензобак и он неожиданно обнаружил, что сидит в луже топлива, так что британец даже не стал дожидаться конца сезона и ушёл в BRM. Айрленд, соответственно, стал первым пилотом команды. На следующий, 1960 год Чепмен спроектировал заднемоторный Lotus 18, который оказался значительно быстрее, что немедленно сказалось на результатах. На первой же гонке в Аргентине Иннес лидировал, но сошёл из-за поломки. Дома в Англии он легко выиграл Кубок Гловера в Гудвуде и Международный кубок в Сильверстоуне, опередив соответственно Мосса и Брэбема. Также он выиграл «Ломбанк Трофи», а также пару гонок Формулы-2 в Гудвуде и Оултон-парке. В гонках чемпионата мира победить не удалось, помешали постоянные поломки — лучшими результатами оказались два вторых места в Нидерландах и США. Тем не менее, сезон оказался для гонщика наиболее успешным в карьере — он набрал много очков и занял высокое четвёртое место в чемпионате.
Первая же гонка нового 1961 сезона в Монако закончилась для Айрленда не успев начаться — на тренировке он попал в аварию на выезде из тоннеля, ошибясь с передачей, серьёзно повредил коленную чашечку и выбыл почти на месяц. Тем лучше оказалось возвращение: сначала он победил во внезачётных Гран-при Солитюд в Германии и Flugplatzrennen на автодроме Цельтвег в Австрии, а затем смог победить в зачётной гонке чемпионата мира — Гран-при США. Эта победа стала первой для автомобилей Lotus. Однако до этого, на предпоследней гонке сезона в Италии он одолжил свой автомобиль частнику Стирлингу Моссу, который был не очень доволен собственным автомобилем. Этот необычный шаг вызвал недовольство Чепмена, что в совокупности с финансовыми и некоторыми другими факторами и привело к увольнению Айрленда из команды по окончании сезона и фактическому окончанию карьеры на высшем уровне. В дальнейшем имеющиеся автомобили позволяли Иннесу бороться в лучшем случае за очки.

### Выступления за BRP (1962-64)
Лишённый места в «Лотусе», в начале 1962 сезона Айрленд присоединился к команде BRP (British Racing Partnership). Основали эту команду Стирлинг Мосс, его отец Альфред Мосс и менеджер Мосса Кен Грегори. Выступления производились на клиентских Lotus 24 под наименованием UDT Laystall Racing Team. Эти автомобили были не самыми новыми, к тому же Чепмен на продажу всегда подготавливал заведомо худшие автомобили, так что несмотря на упорную борьбу на трассе, добиться удалось лишь единственного финиша в очках на последнем этапе в ЮАР и единственной победы во внезачётном Гран-при Лондона в Кристал Пэлас. В гонках спорткаров он оказался успешнее — удалось выиграть «Нассау Трофи» и множество британских гонок спорткаров. Также он выиграл «Турист Трофи» в Гудвуде за рулём Ferrari 250GTO.
На следующий год команда стала выставляться на гонки под своим собственным именем British Racing Partnership. Результаты стали чуть лучше, удалось дважды финишировать четвёртым. В большой мере этому помогло новое шасси BRP 1, построенное командой по собственному проекту. Во внезачётных соревнованиях Айрленд смог показать ряд неплохих результатов — победа в «Гловер Трофи», второе место в Эйнтри, третье в Снеттертоне и Солитюде. К сожалению, относительно удачный сезон был преждевременно прерван аварией на гонке в Сиэтле, в которой Иннес получил множественные травмы, в том числе перелом бедра. Восстановившись к 1964 сезону, он продолжил выступления за ту же команду, но результаты даже ухудшились — новый автомобиль BRP 2 часто ломался и за весь сезон позволил набрать лишь четыре очка за два финиша на пятых местах. Из внезачётных этапов ему удалось выиграть лишь один — «Дейли Миррор Трофи». В конце сезона команда прекратила существование и Айрленд снова остался без места.

### Дальнейшая карьера
К новому сезону найти места в какой-нибудь из заводских команд не удалось, так что пришлось довольствоваться маленькой частной командой Рега Парнелла Reg Parnell Racing, управляемой его сыном Тимом. Результаты окончательно упали, и за весь сезон так и не удалось заработать очков — впервые в карьере. В довершение всего на Гран-при Мексики произошёл неприятный инцидент — целая группа гонщиков опоздала на квалификацию, поскольку вёзший всех Брюс Макларен заблудился по дороге на трассу. Парнелл позволил себе отчитать Айрленда за это, тот не полез за словом в карман, и результатам словесной перепалки оказалось увольнение. Позднее в том же году Иннес принял участие в нескольких гонках спорткаров, в частности, смог финишировать пятым в паре с Эймоном в «1000 км Спа».
Ссору с Парнеллом, вероятно, удалось уладить миром, поскольку в 1966 году Иннес вновь выступал под его флагом во внезачётном Гран-при ЮАР. Кроме этого, он большей частью занимался всё теми же гонками спорткаров — приняв участие лишь в двух последних гонках сезона Формулы-1 за рулём старого BRM P261 Бернарда Уайта, на котором также ранее стал четвёртым в «Золотом кубке» в Оултон-парке. В дальнейшем Иннес стал реже участвовать и в гонках спорткаров — он участвовал в «Дайтоне-500» 1967 года, успел добраться до 7-го места, прежде чем сошёл, выступал на Ланче в 1969, принял участие в мировом кубке по ралли в 1974, а в 1985 компании с Моссом тряхнул стариной, выступив в Playboy Endurance Series.
Закончив регулярные выступления в автоспорте в 1967, он занялся журналистикой. став редактором спортивного раздела британского журнала «Autocar», также иногда составляя заметки для других британских и американских журналов об автоспорте. В это же время он написал автобиографию под названием All Arms and Elbows. Покинув «Autocar» для участия в ралли Лондон-Сидней в конце 1968, он изложил свои впечатления об этом соревновании в книге «Марафон в пыли» (англ. Marathon in the Dust). Позднее он переехал обратно в родной Кирккадбрайт, где он занялся рыболовным бизнесом. Денег, однако, это экзотическое занятие приносило немного, и в начале 70-х он вернулся в Англию. Там он некоторое время торговал автомобилями, а в начале 80-х вновь занялся журналистикой, периодически даже комментируя гонки на телевидении и радио. В 1992 году Иннес был избран президентом BRDC. Примерно в это время выяснилось, что он болен раком, и после кратковременной борьбы с болезнью он умер в октябре 1993.

## Личная жизнь
Большую часть жизни Айрленд вёл весёлый, разгульный образ жизни. Босс команды BRM Луис Стэнли утверждал, что с его талантами Иннес мог бы добиться гораздо большего, будь он более дисциплинированным. Сам гонщик говорил по этому поводу следующее:

Я живу так как мне хочется, делаю то что мне хочется, и не особенно забочусь по поводу того, что думают об этом окружающие.
Оригинальный текст (англ.)I live my life the way I enjoy it. I do the things I want to do — probably without too much regard for the people around me.

Иннес был женат трижды: в 1954 он женился на школьной учительнице Норме Томас, от которой у него родилось две дочери. Развёлся с ней он в 1967, в том же году женился вторично на Эдне Хамфрис, а позже развёлся и с ней. За несколько месяцев до смерти он женился в третий раз на Жанне Мандер, которая была невестой Майка Хоторна на момент его гибели.

## Результаты выступлений в Формуле-1
| Легенда к таблице |                                                                    |
| --- | ------------------------------------------------------------------ |
| В таблице перечислены результаты всех Гран-при Формулы-1, в которых принимал участие гонщик. Строками таблицы являются сезоны, столбцами — этапы чемпионата мира. В каждой клетке указаны сокращённое название этапа и результат, дополнительно обозначенный цветом. Расшифровка обозначений и цветов представлена в нижеследующей таблице. |                                                                    |
| \| Пример \| Описание \| \| ------------ \| ------------------------------------------------------------------ \| \| 1 \| Победитель \| \| 2 \| Второе место \| \| 3 \| Третье место \| \| 5 \| Финишировал, заработав очки \| \| Сход \| Не финишировал, но при этом заработал очки \| \| 12 \| Финишировал, не получив очков \| \| НКЛ \| Финишировал, но не попал в финальную классификацию \| \| 15 \| Участвовал вне зачёта, либо по отдельной классификации \| \| 18 \| Не финишировал, но попал в финальную классификацию \| \| Сход \| Не финишировал \| \| НКВ \| Не прошёл квалификацию \| \| НПКВ \| Не прошёл предквалификацию \| \| ДСК \| Дисквалифицирован \| \| ИСК \| Исключён из протокола соревнований \| \| ТТ \| Заявлен для участия только в тренировках \| \| НС \| Участвовал в квалификации, но не стартовал в гонке \| \| Т \| Травмирован или болен \| \| ОТК \| Отказ от участия \| \| НТР \| Прибыл на соревнования, но на трассу не выезжал \| \| НПР \| Был заявлен в числе участников, но не прибыл к началу соревнований \| \| О \| Соревнования отменены \| \| \| Не участвовал \| \| Поул-позиция \| \| \| Быстрый круг \| \| |                                                                    |
| Пример | Описание                                                           |
| 1 | Победитель                                                         |
| 2 | Второе место                                                       |
| 3 | Третье место                                                       |
| 5 | Финишировал, заработав очки                                        |
| Сход | Не финишировал, но при этом заработал очки                         |
| 12 | Финишировал, не получив очков                                      |
| НКЛ | Финишировал, но не попал в финальную классификацию                 |
| 15 | Участвовал вне зачёта, либо по отдельной классификации             |
| 18 | Не финишировал, но попал в финальную классификацию                 |
| Сход | Не финишировал                                                     |
| НКВ | Не прошёл квалификацию                                             |
| НПКВ | Не прошёл предквалификацию                                         |
| ДСК | Дисквалифицирован                                                  |
| ИСК | Исключён из протокола соревнований                                 |
| ТТ | Заявлен для участия только в тренировках                           |
| НС | Участвовал в квалификации, но не стартовал в гонке                 |
| Т | Травмирован или болен                                              |
| ОТК | Отказ от участия                                                   |
| НТР | Прибыл на соревнования, но на трассу не выезжал                    |
| НПР | Был заявлен в числе участников, но не прибыл к началу соревнований |
| О | Соревнования отменены                                              |
| | Не участвовал                                                      |
| Поул-позиция |                                                                    |
| Быстрый круг |                                                                    |

| Сезон | Команда                    | Шасси       | Двигатель                   | Ш | 1        | 2        | 3        | 4        | 5        | 6        | 7        | 8        | 9        | 10     | Место | Очки |
| ----- | -------------------------- | ----------- | --------------------------- | - | -------- | -------- | -------- | -------- | -------- | -------- | -------- | -------- | -------- | ------ | ----- | ---- |
| 1959  | Team Lotus                 | Lotus 16    | Coventry Climax FPF 2,5 L4  | D | МОН      | 500      | НИД 4    | ФРА Сход | ВЕЛ      | ГЕР Сход | ПОР Сход | ИТА Сход | США 5    |        | 13    | 5    |
| 1960  | Team Lotus                 | Lotus 18    | Coventry Climax FPF 2,5 L4  | D | АРГ 6    | МОН 9    | 500      | НИД 2    | БЕЛ Сход | ФРА 7    | ВЕЛ 3    | ПОР 6    | ИТА      | США 2  | 4     | 18   |
| 1961  | Team Lotus                 | Lotus 21    | Coventry Climax FPF 1,5 L4  | D | МОН Т    | НИД      | БЕЛ Сход | ФРА 4    | ВЕЛ 10   | ГЕР Сход | ИТА НС   | США 1    |          |        | 6     | 12   |
| 1961  | Team Lotus                 | Lotus 18/21 | Coventry Climax FPF 1,5 L4  | D |          |          |          |          |          |          | ИТА Сход |          |          |        | 6     | 12   |
| 1962  | UDT Laystall Racing Team   | Lotus 24    | Coventry Climax FWMV 1,5 V8 | D | НИД Сход | МОН Сход | БЕЛ Сход | ФРА Сход | ВЕЛ 16   | ГЕР      | ИТА Сход | США 8    | ЮАР 5    |        | 16    | 2    |
| 1963  | British Racing Partnership | Lotus 24    | BRM P56 1,5 V8              | D | МОН Сход | БЕЛ НС   | НИД НС   |          | ВЕЛ НС   | ГЕР Сход |          |          |          |        | 9     | 6    |
| 1963  | British Racing Partnership | BRP Mk1     | BRM P56 1,5 V8              | D |          | БЕЛ Сход | НИД 4    | ФРА 9    | ВЕЛ Сход | ГЕР НС   | ИТА 4    | США      | МЕК      | ЮАР    | 9     | 6    |
| 1964  | British Racing Partnership | Lotus 24    | BRM P56 1,5 V8              | D | МОН Т    | НИД      |          |          |          |          |          |          |          |        | 14    | 4    |
| 1964  | British Racing Partnership | BRP Mk1     | BRM P56 1,5 V8              | D |          |          | БЕЛ 10   | ФРА Сход |          |          |          |          |          |        | 14    | 4    |
| 1964  | British Racing Partnership | BRP Mk2     | BRM P56 1,5 V8              | D |          |          |          |          | ВЕЛ 10   | ГЕР      | АВТ 5    | ИТА 5    | США Сход | МЕК 12 | 14    | 4    |
| 1965  | Reg Parnell Racing         | Lotus 25    | BRM P56 1,5 V8              | D | ЮАР      | МОН      | БЕЛ 13   | ФРА Сход | ВЕЛ Сход | НИД 10   | ГЕР      |          |          |        | —     | 0    |
| 1965  | Reg Parnell Racing         | Lotus 33    | BRM P56 1,5 V8              | D |          |          |          |          |          |          |          | ИТА 9    | США Сход | МЕК НС | —     | 0    |
| 1966  | Bernard White Racing       | BRM P261    | BRM P60 2,0 V8              | D | МОН      | БЕЛ      | ФРА      | ВЕЛ      | НИД      | ГЕР      | ИТА      | США Сход | МЕК Сход |        | —     | 0    |